# Cynthia Lee Fontaine
Cynthia Lee Fontaine es el nombre artístico de Carlos Díaz Hernández, una artista drag puertorriqueña y personalidad de la telerrealidad de Austin, Texas, conocida por participar en las temporadas ocho y nueve de RuPaul's Drag Race. Ganó el título de Miss Simpatía en la temporada 8.

## Primeros años y educación
Hernández nació en San Juan, Puerto Rico siendo el hijo mayor de María Hernández. Es licenciado en psicología clínica y trabajó en un campo de salud mental durante seis años antes de trabajar como drag. Hernández comenzó a hacer drag en Puerto Rico en 2006, y se mudó a Killeen, Texas en 2008, donde comenzó a actuar en Oil Can Harry's. Se mudó a Austin en 2011 y continuó actuando.

## Carrera
Fontaine compitió en la octava temporada de RuPaul's Drag Race, que se estrenó el 7 de marzo de 2016. Durante el programa, se refería frecuentemente a su "cucu", que significa nalgas, lo que lo convirtió en la jerga del programa. Entertainment Weekly dijo que "cucu" había evolucionado "en el canon cultural pop queer". Fontaine fue la tercera reina elimanada, quedando en décimo lugar. A pesar de que estuvo en el programa durante tres episodios, los fanáticos votaron a Fontaine como Miss Simpatía, lo que le otorgó la distinción de ser votada como Miss Simpatía y haber pasado la menor cantidad de tiempo en el programa a diferencia de otras ganadoras del premio.
Fontaine fue invitada para regresar en la novena temporada de RuPaul's Drag Race como la decimocuarta reina sorpresa. El programa se estrenó el 24 de marzo de 2017. En el episodio seis, Fontaine interpretó a Sofía Vergara en el Snatch Game, una personificación que no fue bien recibida por los jueces. The A.V. Club escribió "Sofía Vergara de Cynthia Lee Fontaine es el gran desastre de este "Snatch Game", e incluso sin el diálogo en gran medida incomprensible, es un fracaso a nivel visual". Fontaine terminó asegurando una vez más el décimo lugar, siendo enviada a casa en un desafío de lip sync contra Peppermint. En una entrevista con Vulture, Fontaine dijo: 

Probablemente era mi momento, ¿sabes? Soy un luchadora. Puede que estuviera un poco preocupada por los retos y todas estas cosas, pero respeto al panel de jueces y a RuPaul. Obtuve mucho de la novena temporada, así que no me arrepiento.

El Houston Chronicle, lamentando su corta carrera en el programa en la temporada 8, declaró que Fontaine era "como una Tammie Brown bilingüe", haciendo referencia a otra reina de la primera temporada del programa. Denver Pride la llamó "un accesorio de la escena drag de Austin". Fontaine es una invitada habitualmente en las RuPaul's Drag Cons. Apareció en RuPaul's DragCon LA 2016 y 2017, y en RuPaul's DragCon NYC en 2017 y 2019.
En noviembre de 2017, Fontaine participó en Queens United/Reinas Unidas, un espectáculo benéfico organizado por Phi Phi O'Hara en apoyo de Puerto Rico tras el huracán María. El espectáculo recaudó más de 80.000 dólares. Fontaine declaró: "Puerto Rico, eres parte de nuestro corazón en los Estados Unidos de América. Soy puertorriqueña. Los quiero de corazón y tienes nuestro apoyo". En septiembre de 2018, Fontaine se convirtió en la tercera drag queen acogida en el Bowdoin College de Brunswick, Maine. Las drag queen anteriores actuaron allí en 2012 y 2015. El evento, organizado por la Organización de Estudiantes de América Latina, incluyó una actuación y una entrevista, en la que "se tocaron temas sobre la familia, la salud y la salida de la zona de confort". Fontaine tiene dos programas: CuCu Confessions y Memoirs of My CuCu. También encabeza un espectáculo en solitario llamado Cynthia Lee Fontaine: More Intimate CuCu Confessions, que representa por todo Estados Unidos.

### Música
Fontaine realizó su primer sencillo "Pegajosa" en noviembre de 2018. El escritor de World of Wonder, James St. James, calificó la canción como "fabolusa" y el vídeo musical que la acompaña como "ultra-fabuloso".

## Vida personal y reconocimiento
Fontaine fue diagnosticada con cáncer de hígado en etapa 1 en 2015, dos semanas después de filmar la octava temporada de Drag Race. Dijo que durante la filmación perdió 47 libras. Después de cuatro rondas de quimioterapia, entró en remisión. También reveló que casi actuó en el club nocturno Pulse la noche del tiroteo en Orlando en 2016. Dijo "Nunca esperamos que una tragedia como esta suceda en nuestra comunidad. Pensamos que finalmente construyó un espacio seguro".
La ciudad de Austin estaba programada para proclamar el 26 de marzo de 2020 como el Día de Cynthia Lee Fontaine, pero tuvo que posponerlo debido a la pandemia de COVID-19 en Texas.

## Filmografía

### Televisión
| Año  | Título                           | Notas                      |
| ---- | -------------------------------- | -------------------------- |
| 2016 | RuPaul's Drag Race (temporada 8) | Concursante (décimo lugar) |
| 2017 | RuPaul's Drag Race (temporada 9) | Concursante (décimo lugar) |
| 2017 | Hey Qween!                       |                            |

### Vídeos musicales
| Año  | Título          | Artista     | Ref. |
| ---- | --------------- | ----------- | ---- |
| 2018 | "Pegajosa"      | Ella misma  |      |
| 2019 | "Pam Pam"       | Allen King  |      |
| 2021 | "Took a Minute" | Molly Burch |      |

### Series web
| Año  | Título                   | Papel      | Notas                                   | Ref. |
| ---- | ------------------------ | ---------- | --------------------------------------- | ---- |
| 2016 | Cucu Confessions         | Ella misma | Anfitriona                              |      |
| 2017 | Whatcha Packin'          | Ella misma | Invitada                                |      |
| 2017 | Cooking with Drag Queens | Ella misma | Invitada                                |      |
| 2017 | Queen to Queen           | Ella misma | Invitada, junto con Eureka O'Hara       |      |
| 2018 | Bootleg Opinions         | Ella misma | Invitada, organizado por Yuhua Hamasaki |      |
| 2020 | Bring Back my Queens     | Ella misma | Invitada                                |      |
| 2020 | Dragueando               | Ella misma | Invitada                                |      |

## Discografía

### Sencillos
| Año  | Título     |
| ---- | ---------- |
| 2018 | "Pegajosa" |